# Lidó Rico
Lidó Rico es un artista plástico español nacido en Yecla, Murcia en 1968.

## Biografía
Inicia los estudios de Bellas Artes en la Facultad de San Carlos de Valencia para terminarlos en 1991 en la Escuela Superior de Bellas Artes de París. En 1989 recibe el primer premio Murcia Joven de Pintura, en 1990 recibe la beca de Artes Plásticas de la Comunidad Autónoma de Murcia y el premio de la Muestra de Arte Joven del Instituto de la Juventud de Madrid. En 1992 es seleccionado para realizar la escultura exterior del Pabellón de Murcia en la Exposición Universal de Sevilla. En 1997 su trabajo es seleccionado para el Salón Internacional de Artes Plásticas celebrado en la ciudad de Medellín en Colombia. En el 2001 Recibe la Mención de Honor en la VI Bienal de Dibujo celebrado en la ciudad de Györ en Hungría. En el año 2005 es seleccionado por el Ministerio de Asuntos Exteriores para representar a España en la XXIII Bienal de Alejandría en Egipto, siendo galardonado con el Gran Premio de dicha Bienal. Desde sus inicios profesionales hasta el momento actual ha realizado cerca de un centenar de exposiciones en todo el mundo, estando presente en Ferias y Bienales. Su obra se encuentra en museos, instituciones y colecciones públicas y privadas.

## Obra
Lidó Rico es creador de un lenguaje plástico propio que se ha caracterizado por la utilización de su propio cuerpo como una herramienta más de trabajo.
Su universo plástico lo constituyen imágenes evocadoras de historias, establecidas de un modo tangencial e irreverente, realizadas con técnicas que superan lo convencional, materiales atípicos que infringen lo preestablecido rompiendo con el pasado del arte, aventurándose a un futuro ignorado. Al principio de su trayectoria Lidó Rico utiliza la cera como soporte básico donde inserta elementos diversos conformando collages tridimensionales con una fuerte carga conceptual. La sutileza, la ironía y la elegancia son principios que forman parte de su planteamiento inicial y desembocan con el paso del tiempo en un proceso inquietante y perturbador debido a la dificultad física que supone su proceso creativo, el autor sumerge literalmente su cuerpo en distintos materiales para conseguir el molde de las piezas que después traduce en resina de poliéster.

## Exposiciones
- Global Warming, 2012, Galería Fernando Latorre. Madrid.
- Curso Legal, 2011, Museo Barjola. Gijón.
- Curso Legal, 2010, Fundación José García Jiménez. Murcia
- Ex-Cultura, 2010, Museo de Bellas Artes . Murcia.
- Cobertura de Ánimas, 2010, OFF PAC. Fundación José García Jiménez. Murcia.
- Flags, 2010, Galería Fernando Latorre. Madrid.
- Noctilucos, 2008, Espai Quatre. Palma de Mallorca.
- Anónimos, 2007, Galería Artnueve. Murcia.
- Exvotorio, 2007, Peregrinatio. Ermita de los Dolores. Sagunto.Valencia.
- Glups, 2006, Galería Fernando Latorre. Madrid.
- La mirada plural, 2006, Real Academia de España. Roma.(Italia).
- Secadero de Pensamientos, 2006, Palacio de San Esteban. Murcia.
- Glup de Aéreos, 2006, Sala Robayera. Ayuntamiento de Miengo, Cantabria.
- Reds, 2005, Galería Mixed Media. Shizuoca. (Japón).
- Reds, 2005,  Galería Christopher Cutts. Toronto. (Canadá).
- Pensavientos, 2005, Museo de Arte Moderno de Alejandría.(Egipto).
- Explorer 515-516, 2004, Galería Fernando Latorre. Madrid.
- Locutorios, 2004,  Sala de exposiciones Consistorio de San Marcelo. León.
- Locutorios, 2004,  Galería Fernando Silió. Santander.
- Envirospheres, 2004,  Galería Mssohkan. Kobe (Japón).
- Ambiências, 2003, Galería Minimal Arte Contemporánea. Oporto (Portugal).
- Apegos, 2003, Galería Maria llanos. Cáceres.
- Provisionario, 2003, Horno de la ciudadela. Pamplona.
- Revisôes, 2002, Galería Minimal Arte Contemporánea. Oporto (Portugal).
- Sumergidos, 2002, Museo de la Universidad de Alicante.
- Con-texto, 2002, Galería Fernando Latorre. Zaragoza.
- No Lugares, 2002,  Fundación La Caixa. Tarragona.
- Atmósferas, 2002,  Palacio Aguirre.Cartagena.
- Fillites, 2002,  Galería Vértice. Oviedo.
- Vertidos, 2001, Galería Tráfico de Arte. León.
- Vertidos, 2001, VI International Biennial of Drawing and Graphic Arts, Györ. Hungría.
- Tampoco es seguro el sueño, 2000, Galería Magda Bellotti. Algeciras.
- Tránsito, 1999, Stand Galería Espacio Mínimo. Toledo.
- The showerfighters, 1999,  Palacio Almudí. Murcia.
- Retornos, 1999, Galería Caracol. Valladolid.
- Campo de Batalla, 1998,  Palacio de Abrantes. Universidad de Salamanca.
- Fisionomías, 1997,  Galería Palma Dotze. Villafranca del Panadés (Barcelona).
- Fisionomías, 1997,  Salón Internacional de Artes Plásticas. Bienal Internacional. Medellín (Colombia).
- Vampirium Spectrum, 1997,  Galería Espacio Mínimo. Murcia.
- Vampirium Spectrum, 1996,  Cohen/Berkowitz Gallery, Kansas City (USA).
- Optical Dreams, 1996,  Galería Tabea Lamgenkamp. Dusseldorf (Alemania).
- Mutilations, 1996, Sala Carlos III. Universidad Pública de Pamplona.
- Reluctantes, 1996, Galería Espacio Mínimo. Murcia.
- Escisiones Circulares, 1996, Galería DV. San Sebastián.
- Sèmeur éternel, 1995, Galería Espacio Mínimo. Murcia.
- Sur un Destin, 1995, Galería Ferrán Cano. Palma de Mallorca.
- Fragmentos, 1995, Galería Ad Hoc. Vigo (Pontevedra).
- Revisiones y Mutaciones, 1995,  Galería Ferrán Cano. Barcelona.
- Transitos, 1994, Galería Delpasaje. Valladolid.
- Parafine Aeralist, 1994, Galería Emilio Navarro. Madrid
- Luminarias, 1993, Galería Mácula. Alicante.
- Rotación Inestable, 1993, Galería Fúcares. Almagro (Ciudad Real).
- Parmi Nous, 1992, Club Diario Levante. Valencia.
- Silencio Nepal, 1992, Galería Espacio Mínimo. Murcia.
- Del Lenguaje de Las Piedras, 1991, Galería Rita García. Valencia.
- Où ten test acier, 1991,  Galerie Hensel & Reifferscheidt. Colonia (Alemania).
- Ignorés, 1991,  Galería Espace Flon. Lausanne (Suiza).
- 1989, Spazio Viola. Brecia (Italia).